# Barringtonia khaoluangensis
Barringtonia khaoluangensis är en tvåhjärtbladig växtart som beskrevs av Pranom Chantaranothai. Barringtonia khaoluangensis ingår i släktet Barringtonia och familjen Lecythidaceae.
Artens utbredningsområde är Thailand. Inga underarter finns listade i Catalogue of Life.